# Кабышев, Андрей Геннадьевич
Андрей Геннадьевич Кабышев (бел. Андрэй Генадзевіч Кабышаў; род. 28 мая 2003, Могилёв) — белорусский футболист, полузащитник солигорского «Шахтёра».

## Карьера

### «Днепр-Могилёв»
Воспитанник футбольной академии могилёвского «Днепра». В 2019 году могилёвский клуб был расформирован и объединился в клуб «Дняпро» с минском «Лучом», а футболист стал игроком юношеской команды новообразовавшегося клуба. В 2020 году могилёвский «Днепр» был заново создан и футболист стал игроком основного состава клуба, вместе с которым стал выступать во Второй Лиге, по итогу которой стал обладателем золотых медалей.
Новый сезон футболист начал с матча 17 апреля 2021 года против «Лиды», выйдя на замену на 83 минуте. Первый гол в сезоне забил 12 июня 2021 года в матче против петриковского «Шахтёра». Затем футболист смог закрепиться в основной команде могилёвского клуба, закончив сезон с 2 забитыми голами и 3 результативными передачами.

### «Шахтёр» Солигорск

#### Аренда в «Шахтёр» Петриков
В январе 2022 года футболист перешёл в солигорский «Шахтёр». Однако сам футболист стал готовиться к новому сезону в составе петриковского «Шахтёра». Позже футболист был официально заявлен фарм-клубом на сезон. Дебютировал за клуб 9 апреля 2022 года в матче против новополоцкого «Нафтана», выйдя на замену в начале второго тайма. В своём следующем матче 1 мая 2023 года против «Сморгони» футболист отличился первой результативной передачей. Свой дебютный гол за клуб забил в последнем туре Первой Лиги 12 ноября 2022 года против «Лиды», также по итогу сезона став бронзовым призёром. Сам футболист за клуб отличился забитым голом и 3 результативными передачами.

#### Возвращение в «Шахтёр» Солигорск
В начале 2023 года футболист вернулся в солигорский «Шахтёр», вместе с которым начал готовиться в новому сезону. Стал обладателем Суперкубка Беларуси 25 февраля 2023 года, где солигорский клуб одержал победу над «Гомелем», а сам футболист остался на скамейке запасных. Дебютировал за солигорский клуб, а также в Высшей Лиге, в матче 3 июня 2023 года против жодинского «Торпедо-БелАЗ», выйдя на замену на последних минутах основного времени. На протяжении сезона футболист так и не смог закрепиться в основной команде солигорского клуба, проведя всего лишь 4 матча, результативными действиями не отличившись.

## Международная карьера
В мае 2021 получил вызов в юношескую сборную Беларуси до 19 лет. Дебютировал за сборную 2 июня 2021 года в товарищеском матче против сборной Азербайджана, отыграв весь первый тайм.

## Достижения
«Днепр-Могилёв»
- Победитель Второй Лиги: 2020

«Шахтёр» Солигорск
- Обладатель Суперкубка Беларуси: 2023

## Семья
Старший брат Владислав также является профессиональным футболистом.